# Marq Morrison
Marq Morrison ist ein US-amerikanischer Filmeditor, Filmschaffender und Kameramann.

## Leben
Morrison hat einen Bruder. Er machte seinen Abschluss an der University of Central Florida Film. 1993 debütierte er mit dem Kurzfilm Dammit, Jim, I’m Only a Documentary! als Filmschaffender. Ab 2002 trat er regelmäßig als Filmeditor für Dokumentationen in Erscheinung. 2009 war er für den Filmschnitt für die vom Filmstudio The Asylum produzierten Filme 18-Year-Old-Virgin, Mega Shark vs. Giant Octopus und Sex Pot. 2017 trat er erneut für das Filmstudio, dieses Mal im Fernsehfilm Empire of the Sharks, in Erscheinung. 2019 schnitt er den Fernsehfilm Monster Island – Kampf der Giganten.

## Filmografie (Auswahl)

### Filmschnitt
- 1993: Dammit, Jim, I’m Only a Documentary! (Kurzfilm)
- 2002: Florida Bush League Wrestling: The Movie
- 2002: Florida Bush League Wrestling: The Movie (Dokumentation)
- 2005: Into the Air: A Kiteboarding Experience (Dokumentation)
- 2005: The Story of Bob (Kurzfilm)
- 2007: Meet Harry Flashman (Dokumentation)
- 2007: Inside 'Royal Flash' (Dokumentation)
- 2007: Charlie Chan Is Missing: The Last Days of Warner Oland (Dokumentation)
- 2007: Sharon Baird: Dancing as Fast as She Can (Dokumentation)
- 2007: Discovering the Girl Next Door (Dokumentation)
- 2007: Dan Dailey: Song and Dance Man (Dokumentation)
- 2007: Billy Gray: The Boy Next Door (Dokumentation)
- 2008: Jerry Wald: A Producer to Remember (Dokumentation)
- 2008: Affairs to Remember: Deborah Kerr (Dokumentation)
- 2008: Big Thing! (Kurzfilm)
- 2008: Sidney Toler: The Man Who Became Chan (Dokumentation)
- 2008: This African Life (Dokumentation)
- 2008: The Secret of Sarah Siddons (Dokumentation)
- 2008: The Era of Chan (Dokumentation)
- 2008: Alfred Hitchcock: The Ultimate Spymaster (Dokumentation)
- 2008: A Brief History of Flying Saucers (Dokumentation)
- 2009: 18-Year-Old-Virgin
- 2009: Mega Shark vs. Giant Octopus
- 2009: Sex Pot
- 2009: Haunting of Winchester House
- 2013: James Coburn: The Man Beyond the Spy (Kurzfilm)
- 2013: Derek Flint: A Spy Is Born (Kurzfilm)
- 2017: Empire of the Sharks (Fernsehfilm)
- 2018: Ka Hale: A Revival (Dokumentation)
- 2019: Monster Island – Kampf der Giganten (Monster Island, Fernsehfilm)
- 2020: In Search of Hawaiian Bigfoot (Kurzfilm)

### Filmschaffender
- 1993: Dammit, Jim, I’m Only a Documentary! (Kurzfilm; Produktion, Regie)
- 2002: Florida Bush League Wrestling: The Movie (Produktion, Regie)
- 2002: Florida Bush League Wrestling: The Movie (Dokumentation; Produktion, Regie)
- 2005: Into the Air: A Kiteboarding Experience (Dokumentation; Produktion, Regie)
- 2008: Big Thing! (Kurzfilm; Produktion, Regie)
- 2008: This African Life (Dokumentation; Produktion)
- 2018: Ka Hale: A Revival (Dokumentation; Produktion, Regie, Drehbuch)
- 2020: In Search of Hawaiian Bigfoot (Kurzfilm; Produktion, Regie, Drehbuch)

### Kameramann
- 2002: Florida Bush League Wrestling: The Movie
- 2011: Il mondo in una spiaggia (Dokumentation)
- 2014: You Belong to Me (Dokumentation)
- 2018: Ka Hale: A Revival (Dokumentation)
- 2020: In Search of Hawaiian Bigfoot (Kurzfilm)